# Sân bay Storuman
Sân bay Storuman (IATA: SQO, ICAO: ESUD) là một sân bay có cự ly khoảng 35 km về phía tây đông của Storuman, Thụy Điển, ở làng Gunnarn.
Sân bay này được xây làm căn cứ không quân (tên là Gunnarn). Các chuyến bay thương mại bắt đầu từ năm 1993. Năm 2006, sân bay này đã phục vụ 12.753 lượt khách.

## Các hãng hàng không và tuyến bay
- Avion Express (Stockholm-Arlanda), máy bay SAAB 340.